# تی‌ال‌سی: میزها، نردبان‌ها و صندلی‌ها (۲۰۱۸)
تی‌ال‌سی: میزها، نردبان‌ها و صندلی‌ها (۲۰۱۸) (به انگلیسی: TLC: Tables, Ladders & Chairs) یک رویداد غیر رایگان (Pay-Per-View) در کشتی حرفه‌ای می‌باشد که توسط کمپانی دبلیودبلیوئی برای هردو برَند راو و اسمک‌دَون تهیه می‌شود و این دوره اش هم در ۲۲ اکتبر ۲۰۱۸ در مجموعه ورزشی اس‌ای‌پی سنتر شهر سن خوزه ایالت کالیفرنیا برگزار شد. این دهمین رویداد تحت عنوان تی‌ال‌سی: میزها، نردبان‌ها و صندلی‌ها بود.

## زمینه‌سازی
تی‌ال‌سی شامل مسابقاتی بین دشمنی‌های موجود، ماجراهای پیش آمده و استوری‌هایی خواهد بود که پیش از این در برنامه‌های راو یا اسمک داون پخش شده بود. کشتی‌گیرها با توجه به مسابقات یا سری اتفاقاتی که برایشان رخ می‌دهد و تنش را به حد اکثر می‌رساند، نقش منفی یا قهرمان به خود می‌گیرند.

## نتایج
| #                                                                                                 | نتایج | نوع مسابقه | مدت زمان |
| ------------------------------------------------------------------------------------------------- | --- | --- | -------- |
| ۱پ                                                                                                | بادی مرفی (c) پیروز مقابل سدریک الکساندر                                                                                   | مسابقه تک نفره برای قهرمانی کمربند میان‌وزن دبلیودبلیوئی | 10:35    |
| ۲پ                                                                                                | الایِس پیروز مقابل بابی لشلی (با همراهی لیو راش)                                                                            | مسابقه نردبان یک گیتار در بالای رینگ معلق بود و فردی که زودتر آن را به‌دست میاورد، برنده اعلام میشد. | 6:20     |
| ۳                                                                                                 | فَبیِلِس تروث (کارملا و آر-تروث) پیروز مقابل ماهالیشا (آلیشا فاکس و جیندر ماهال) (با همراهی برادران سینگ) با تسلیم            | مسابقه فینال میکسد مَچ چلنج اعضای تیم برنده، صاحب جایگاه سی‌اُم در مسابقات رویال رامبل زنان و مردان در رویال رامبل سال ۲۰۱۹ می‌شوند. | 5:50     |
| ۴                                                                                                 | د بار (سِزارو و شیمس) (c) پیروز مقابل د نو دی (زیویر وودز و کوفی کینگستون)(با همراهی بیگ ای) مقابل د اوسوس (جیمی و جِی اوسو) | مسابقه تگ تیم تریپل ترت برای قهرمانی کمربندهای تگ تیم اسمک‌داون | 12:15    |
| ۵                                                                                                 | براون استرومن پیروز مقابل بارون کوربین                                                                                     | مسابقه میزها، نردبان‌ها و صندلی‌ها از آنجا که استرومن پیروز شد، کوربین از تمام قدرت مدیریتی عزل شد و استرومن یک مسابقه برای قهرمانی کمربند یونیورسال دبلیودبلیوئی در رویال رامبل سال ۲۰۱۹ دریافت کرد. اگر کوربین پیروز می‌شد، او به‌عنوان جنرال منیجر دائم راو برگزیده می‌شد. | 16:00    |
| ۶                                                                                                 | ناتالیا پیروز مقابل روبی رایت (با همراهی لیو مورگان و سارا لوگان)                                                          | مسابقه میزها | 12:40    |
| ۷                                                                                                 | فین بَلر پیروز مقابل درو مک‌اینتایر                                                                                          | مسابقه تک نفره | 12:20    |
| ۸                                                                                                 | ری میستریو پیروز مقابل رندی اورتن                                                                                          | مسابقه صندلی‌ها | 11:30    |
| ۹                                                                                                 | راندا رَوزی (c) پیروز مقابل نایا جکس (با همراهی تمینا) با تسلیم                                                             | مسابقه تک نفره برای قهرمانی کمربند زنان راو | 10:50    |
| ۱۰                                                                                                | دنیل براین (c) پیروز مقابل ای‌جی استایلز                                                                                    | مسابقه تک نفره برای قهرمانی کمربند دبلیودبلیوئی | 23:55    |
| ۱۱                                                                                                | دین امبروز پیروز مقابل سث رالینز (c)                                                                                       | مسابقه تک نفره برای قهرمانی کمربند بین قاره‌ای | 23:00    |
| ۱۲                                                                                                | آسکا پیروز مقابل بکی لینچ (c) و شارلوت فلر                                                                                 | مسابقه میزها، نردبان‌ها و صندلی‌ها تریپل ترت برای قهرمانی کمربند زنان اسمک‌داون | 21:45    |
| - (c) – نشان‌دهنده قهرمان(هایی) است که به میدان می‌روند - پ – نشان‌دهنده این است که مسابقه در پری–شو | | |          |